# Долорес О'Ріордан

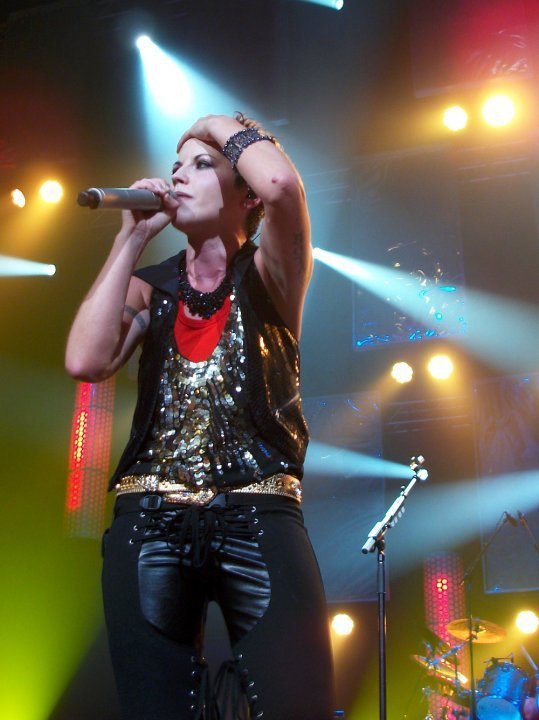
Виступ на Cranberries Reunion tour

Долорес О'Ріордан (англ. Dolores O'Riordan, повністю Dolores Mary Eileen O'Riordan Burton; 6 вересня 1971 — 15 січня 2018) — ірландська співачка, авторка пісень, композиторка, мультиінструменталістка. Фронтвумен (вокал, тексти та більшість музики) альтернативного рок-гурту The Cranberries (1990—2003, 2009—2017). Голос О'Ріордан є одним із найвпізнаваніших серед жіночих голосів рок-сцени 90-х. Також відома своїм меццо-сопрано, йоделем та сильним лімерикським акцентом. О'Ріордан вважає, що разом із гуртом The Cranberries вона написала «одні з найважливіших пісень в історії музики».
Зі своїм гуртом О'Ріордан за життя продала понад 40 мільйонів альбомів в усьому світі, число придбань яких за 2019 рік зросло до 50 мільйонів, не враховуючи продажів її сольних альбомів. У США вона отримала 14 платинових сертифікатів від Американської асоціації компаній звукозапису (RIAA), в Канаді — 10, у Великій Британії 5. Відзначена нагородою Айвор Новелло, а через місяць після смерті визнана «Кращою жінкою-виконавицею усіх часів» у чарті Billboard Alternative Songs.

## Життєпис
Народилася у передмісті міста Лімерика, у Беллібрікені, Ірландія, в католицькій робітничій сім'ї.
18 липня 1994 року О'Ріордан одружилася з колишнім турменеджером гурту Duran Duran Доном Бертоном. Народила трьох дітей: сина Тейлора Бакстера (23.11.1997), дочок Моллі Лі (27.01.2001) і Дакоту Рейн Бертон (10.04.2005). У вересні 2014 року розійшлася.
Протягом життя їй довелося долати особисті виклики, борючись з депресією. Врешті, у 2015 році, їй діагностували біполярний розлад.
Останні роки жила в Канаді, хоча мала будинок недалеко від Лімеріка, а також віллу в місті Беніса (Іспанія). В різних медіа її називали однією з найбагатших жінок Ірландії.
15 січня 2018 року, під час перебування в Лондоні на сесії звукозапису, 46-річна Долорес О'Ріордан раптово померла в готельному номері. Причиною смерті стало втоплення у стані алкогольного сп'яніння.
Наступного року гурт The Cranberries, випустивши номінований на «Ґреммі» альбом In The End (2019), що містить останні вокальні записи О'Ріордан, був розформований.

## Кар'єра
Виступала як солістка в церковному хорі перед тим, як покинути середню школу, щоб приєднатися до The Cranberries у 1990 році. Визнана завдяки «унікальному голосу» та безкомпромісній артистичності, вона швидко здобула світову популярність.
Будучи вокалісткою одного з найвідоміших ірландських рок-гуртів, Долорес О'Ріордан писала пісні та музику і грала на багатьох музичних інструментах. Разом з The Cranberries випустила сім студійних альбомів, включаючи чотири альбоми «номер один». Сприяла випуску альбомів Everybody Else Is Doing It, So Why Can't We? (1993), No Need to Argue (1994), To the Faithful Departed (1996), Bury the Hatchet (1999), та Wake Up and Smell the Coffee (2001). 1994 року виконала одну з найвідоміших композицій колективу «Zombie», яка швидко посіла перші місця у національних музичних чартах Австралії, Франції, Німеччини, Бельгії та інших країн.
У 2003 році Долорес О'Ріордан оголосила на концерті у Сан-Ремо, Італія, про початок сольної кар'єри, що гурту потрібно зробити перерву.
Зіграла епізодичну роль у фільмі Клік: З пультом по життю, співаючи свій хіт Лінгер. Як сольна вокалістка брала участь у різдвяних концертах у Ватикані, аж поки папа Бенедикт XVI не оголосив у 2006 році про скасування таких заходів.
Перший сольний альбом випустила у травні 2007 року під назвою Are You Listening? (Чи ти слухаєш?). Перший сингл Ordinary Day вийшов наприкінці квітня 2007 року. Кліп до цієї пісні, знятий у Празі, представляв Ірландію на змаганні відеокліпів OGAE . Наступним синглом з альбому мала стати пісня «When We Were Young» (Коли ми були молоді). У зв'язку з тим, що Sanctuary Records була поглинута Universal Music, сингл так досі й не вийшов. Також для виходу другого альбому О'Ріордан шукала нову фірму звукозапису.
У 2007 році дала багато концертів на підтримку сольника. Вперше відвідала Москву, після чого захворіла на плеврит і змушена була скасувати решту концертів у Європі.
У серпні 2009 року О'Ріордан випустила другий сольний альбом «No Baggage» з новим зануренням в особистий досвід, експериментальним звуком та дуже інтимними темами. Після випуску «No Baggage» в радіоінтерв'ю співачка оголосила про повернення «The Cranberries» після шести з половиною років перерви. З The Cranberries випустила альбом Roses (2012) і вирушила у світовий тур.
Впродовж 3 сезону пісенного конкурсу «Голос Ірландії» на каналі RTÉ One, була однією з суддів шоу.
У квітні 2014 року О'Ріордан приєдналася до тріо D.A.R.K. і з ними почала записувати новий матеріал. Їхній альбом «Science Agrees» вийшов у вересні 2016 року.
У 2017 році The Cranberries в розпал світового турне скасували концерти через проблеми зі здоров'ям О'Ріордан. У травні 2017 року під час інтерв'ю О'Ріордан розповіла, що два роки тому їй діагностували біполярний розлад, з яким вона змушена боротися.
У 2017 році разом із гуртом випустила свій останній альбом Something Else.

## Сольна дискографія

### Альбоми
- 2007: Are You Listening?
- 2009: No Baggage

### Сингли
- 2007: Ordinary Day
- 2007: When We Were Young
- 2009: The Journey
- 2013: Senza Fiato feat. Negramaro